# Valeriana chilensis
Valeriana chilensis är en kaprifolväxtart som beskrevs av Borsini. Valeriana chilensis ingår i släktet vänderötter, och familjen kaprifolväxter. Inga underarter finns listade i Catalogue of Life.